# Service (spisestel)
Service er en fælles benævnelse for flere eller dele af de genstande, som anvendes ved opdækning til servering af mad og drikke. Sommetider indgår glas og bestik udover tallerkener og serveringsfade, sommetider anses servicet kun for at omfatte de dele, som består af porcelæn.
Et komplet service består af et antal forskellige dele, for eksempel tallerkener, kopper, serveringsfade og terriner. Da porcelænsfremstilling ekspanderede i 1800-tallet, fremstillede man bordservice med et vist givet antal dele, hvor te- og kaffestel ikke altid indgik.
Et eksempel på et meget eksklusivt service er det danske Flora Danica-service med billeder fra Danmarks flora. Stellet blev taget i brug ved kong Christian 7.s fødselsdag i 1803 og bestod i alt af 1802 dele.